# Сан-Мартинью-де-Эшкариш
Сан-Мартинью-де-Эшкариш (порт. São Martinho de Escariz)  —  населённый пункт и район в Португалии,  входит в округ Брага. Является составной частью муниципалитета  Вила-Верде. Находится в составе крупной городской агломерации Большое Минью. По старому административному делению входил в провинцию Минью. Входит в экономико-статистический  субрегион Каваду, который входит в Северный регион. Население составляет 354 человека на 2001 год. Занимает площадь 1,87 км².